# Élections législatives de 1981 dans le Gard
Les élections législatives françaises de 1981 dans le Gard se déroulent les 14 et 21 juin 1981.

## Élus
| Circonscription | Député sortant    | Parti | Parti | Député élu ou réélu | Parti | Parti |
| --------------- | ----------------- | ----- | ----- | ------------------- | ----- | ----- |
| 1re             | Émile Jourdan     |       | PCF   | Émile Jourdan       |       | PCF   |
| 2e              | Bernard Deschamps |       | PCF   | Georges Benedetti   |       | PS    |
| 3e              | Adrienne Horvath  |       | PCF   | Adrienne Horvath    |       | PCF   |
| 4e              | Gilbert Millet    |       | PCF   | Alain Journet       |       | PS    |

## Résultats

### Résultats à l'échelle du département
| Parti          | Parti                              | Premier tour | Premier tour | Second tour | Second tour | Sièges |
| Parti          | Parti                              | Voix         | %            | Voix        | %           | Sièges |
| -------------- | ---------------------------------- | ------------ | ------------ | ----------- | ----------- | ------ |
|                | Parti communiste français          | 82 471       | 33,28        | 71 474      | 27,77       | 2      |
|                | Parti socialiste                   | 77 847       | 31,41        | 88 428      | 34,36       | 2      |
|                | Mouvement des radicaux de gauche   | 359          | 0,14         |             |             | 0      |
|                | Majorité présidentielle            | 160 677      | 64,84        | 159 902     | 62,12       | 4      |
|                |                                    |              |              |             |             |        |
|                | Rassemblement pour la République   | 40 452       | 16,32        | 46 687      | 18,02       | 0      |
|                | Union pour la démocratie française | 38 532       | 15,55        | 50 799      | 19,75       | 0      |
|                | Union pour la nouvelle majorité    | 78 984       | 31,87        | 97 486      | 37,88       | 0      |
|                |                                    |              |              |             |             |        |
|                | Divers écologiste                  | 3 968        | 1,60         |             |             | 0      |
|                | Parti socialiste unifié            | 2 706        | 1,09         | 0           |             |        |
|                | Lutte ouvrière                     | 809          | 0,33         | 0           |             |        |
|                | Front national                     | 673          | 0,27         | 0           |             |        |
|                |                                    |              |              |             |             |        |
| Inscrits       | Inscrits                           | 364 462      | 100,00       | 364 413     | 100,00      | 4      |
| Abstentions    | Abstentions                        | 112 930      | 30,99        | 96 941      | 26,6        |        |
| Votants        | Votants                            | 251 532      | 69,01        | 267 472     | 73,4        |        |
| Blancs et nuls | Blancs et nuls                     | 3 715        | 1,48         | 10 084      | 3,77        |        |
| Exprimés       | Exprimés                           | 247 817      | 98,52        | 257 388     | 96,23       |        |

### Résultats par circonscription

#### Première circonscription (Nîmes)
| Candidat       | Candidat                     | Parti          | Premier tour | Premier tour | Second tour | Second tour |  |
| Candidat       | Candidat                     | Parti          | Voix         | %            | Voix        | %           |  |
| -------------- | ---------------------------- | -------------- | ------------ | ------------ | ----------- | ----------- |  |
|                | Émile Jourdan sortant réélu  | PCF            | 18 474       | 31,01        | 36 072      | 57,54       |  |
|                | Jean Matouk                  | PS             | 17 545       | 29,45        | Retrait     | Retrait     |  |
|                | Jean-Claude Servan-Schreiber | RPR (UNM)      | 12 065       | 20,25        | 26 623      | 42,46       |  |
|                | Antoine Castelnau            | UDF (CDS)      | 8 479        | 14,23        |             |             |  |
|                | Henri Boissin                | MÉP            | 1 283        | 2,15         |             |             |  |
|                | Jacques Guiraudou            | PSU            | 692          | 1,16         |             |             |  |
|                | Hervé Rubi                   | FN             | 673          | 1,13         |             |             |  |
|                | Jocelyne Pezet-Romieux       | MRG            | 359          | 0,60         |             |             |  |
|                |                              |                |              |              |             |             |  |
| Inscrits       | Inscrits                     | Inscrits       | 95 748       | 100,00       | 95 728      | 100,00      |  |
| Abstentions    | Abstentions                  | Abstentions    | 35 635       | 37,22        | 30 615      | 31,98       |  |
| Votants        | Votants                      | Votants        | 60 113       | 62,78        | 65 113      | 68,02       |  |
| Blancs et nuls | Blancs et nuls               | Blancs et nuls | 543          | 0,9          | 2 418       | 3,71        |  |
| Exprimés       | Exprimés                     | Exprimés       | 59 570       | 99,1         | 62 695      | 96,29       |  |

#### Deuxième circonscription (Beaucaire - Bagnols-sur-Cèze)
| Candidat       | Candidat                  | Parti          | Premier tour | Premier tour | Second tour | Second tour |  |
| Candidat       | Candidat                  | Parti          | Voix         | %            | Voix        | %           |  |
| -------------- | ------------------------- | -------------- | ------------ | ------------ | ----------- | ----------- |  |
|                | Georges Benedetti élu     | PS             | 30 465       | 32,73        | 60 937      | 62,65       |  |
|                | Bernard Deschamps sortant | PCF            | 28 205       | 30,30        | Retrait     | Retrait     |  |
|                | Paul Gache                | UDF (CDS)      | 17 837       | 19,16        | 36 333      | 37,35       |  |
|                | Michel Faure              | RPR (UNM)      | 13 087       | 14,06        |             |             |  |
|                | Robert Rigal              | MÉP            | 2 685        | 2,88         |             |             |  |
|                | Daniel Lioubowny          | LO             | 809          | 0,87         |             |             |  |
|                |                           |                |              |              |             |             |  |
| Inscrits       | Inscrits                  | Inscrits       | 134 737      | 100,00       | 136 716     | 100,00      |  |
| Abstentions    | Abstentions               | Abstentions    | 40 221       | 29,85        | 36 068      | 26,38       |  |
| Votants        | Votants                   | Votants        | 94 516       | 70,15        | 100 648     | 73,62       |  |
| Blancs et nuls | Blancs et nuls            | Blancs et nuls | 1 428        | 1,51         | 3 378       | 3,36        |  |
| Exprimés       | Exprimés                  | Exprimés       | 93 088       | 98,49        | 97 270      | 96,64       |  |

#### Troisième circonscription (Alès - Pont-Saint-Esprit)
| Candidat       | Candidat                       | Parti          | Premier tour | Premier tour | Second tour | Second tour |  |
| Candidat       | Candidat                       | Parti          | Voix         | %            | Voix        | %           |  |
| -------------- | ------------------------------ | -------------- | ------------ | ------------ | ----------- | ----------- |  |
|                | Adrienne Horvath sortant réélu | PCF            | 21 502       | 39,79        | 35 402      | 63,83       |  |
|                | Pierre Jalu                    | RPR (UNM)      | 15 300       | 28,32        | 20 064      | 36,17       |  |
|                | Jean Stec                      | PS             | 15 217       | 28,16        | Retrait     | Retrait     |  |
|                | Jean-Louis Fiole               | PSU            | 2 014        | 3,73         |             |             |  |
|                |                                |                |              |              |             |             |  |
| Inscrits       | Inscrits                       | Inscrits       | 76 494       | 100,00       | 76 492      | 100,00      |  |
| Abstentions    | Abstentions                    | Abstentions    | 21 347       | 27,91        | 18 162      | 23,74       |  |
| Votants        | Votants                        | Votants        | 55 147       | 72,09        | 58 330      | 76,26       |  |
| Blancs et nuls | Blancs et nuls                 | Blancs et nuls | 1 114        | 2,02         | 2 864       | 4,91        |  |
| Exprimés       | Exprimés                       | Exprimés       | 54 033       | 97,98        | 55 466      | 95,09       |  |

#### Quatrième circonscription (Alès - Le Vigan)
| Candidat         | Candidat               | Parti          | Premier tour | Premier tour | Second tour | Second tour |  |
| Candidat         | Candidat               | Parti          | Voix         | %            | Voix        | %           |  |
| ---------------- | ---------------------- | -------------- | ------------ | ------------ | ----------- | ----------- |  |
|                  | Alain Journet élu      | PS             | 14 620       | 35,55        | 27 491      | 65,52       |  |
|                  | Gilbert Millet sortant | PCF            | 14 290       | 34,75        | Retrait     | Retrait     |  |
|                  | Robert Ruas            | UDF (PR)       | 12 216       | 29,70        | 14 466      | 34,48       |  |
|                  |                        |                |              |              |             |             |  |
| Inscrits         | Inscrits               | Inscrits       | 57 483       | 100,00       | 57 477      | 100,00      |  |
| Abstentions      | Abstentions            | Abstentions    | 15 727       | 27,36        | 14 096      | 24,52       |  |
| Votants          | Votants                | Votants        | 41 756       | 72,64        | 43 381      | 75,48       |  |
| Blancs et nuls   | Blancs et nuls         | Blancs et nuls | 630          | 1,51         | 1 424       | 3,28        |  |
| Exprimés         | Exprimés               | Exprimés       | 41 126       | 98,49        | 41 957      | 96,72       |  |
| Source : CEVIPOF |                        |                |              |              |             |             |  |